# Perarrúa
Perarrúa – gmina w Hiszpanii, w prowincji Huesca, w Aragonii, o powierzchni 30,05 km². W 2011 roku gmina liczyła 109 mieszkańców.